# Rubellatoma diomedea
Rubellatoma diomedea é uma espécie de gastrópode do gênero Rubellatoma, pertencente a família Mangeliidae.